# 王秉彝
王秉彛（1423年—？），字性之，四川成都府內江縣人，明朝解元，政治人物。

## 生平
治《書經》，景泰四年（1453年）由國子生中式癸酉科四川鄉試第一名舉人，天順元年（1457年）丁丑科第三甲第一百五十五名進士。

## 家族
曾祖王道隆；祖王從義；父王暹；母黃氏。具慶下，妻杜氏。行一。

## 規範控制
- 明朝解元列表